# ババテュンデ・アエグブシ
- ババテュンデ
- ババトゥンデ

- アエグブシ
- アイェグブスィ

- ダバ・カト
- ダバ゠カト

ババテュンデ・ウカシュ・アエグブシ（Babatunde Łukasz Aiyegbusi、ヨルバ語: Babátúndé Łukasz Aiyégbùsì、1988年5月26日 - ）はポーランドの元アメリカンフットボール選手であり、プロレスラー。ドルヌィ・シロンスク県オレシニッツァ出身のナイジェリア系ポーランド人。WWE所属。

## 経歴

### バスケットボール
学生時代、バスケットボールで活動。ポーランドのプロバスケットリーグであるPLK（Polska Liga Koszykówki）に参加するシロンスク・ヴロツワフに入団。
2005年、ポーランド・ジュニア・チャンピオンズで優勝に貢献。
2006年、2部に所属するチームを優勝に貢献。しかし、ファウルの多さが問題となっていたために自身のプレースタイルに疑問を持つようになり引退した。

### アメリカンフットボール
2007年、バスケットボール選手として活動していた時代にアメリカンフットボールを体験していた事が転機となり本格的にアメリカンフットボールの練習に取り組み、PAFL（Polish American Football League）に参加するクルー・ヴロツワフに入団。オフェンシブラインマンとして同年にはリーグ優勝を経験。
2011年、リーグ優勝を果たし。2度目の戴冠を飾る。
2012年、ヴロツワフ・ジャイアンツに移籍。4月、EFL（European Football League）の主催のヨーロッパ各国のクラブチームによる選手権大会であるEFAF Cup（European Federation of American Football Cup）に出場。グループCでデンマークのスーラーロッド・ブラックディガーズ、チェコのブラックホークス・デ・プラハと対戦するがいずれも敗戦し、決勝トーナメントに進出するに至らなかった。9月1日、EFLとアメリカのNCAAによる2012 Euro-American ChallengeにてEFL代表の一員として選出されるが7-34で敗戦した。
2013年、自身3度目となるリーグ優勝を果たす。同年にはアメリカンフットボールポーランド代表に選出される。
2014年、ドイツのGFL（German Football League）に参加するドレスデン・モナークスに移籍。12月、ワルシャワ・イーグルスに移籍。

### NFL
2015年3月、テキサス工科大学アメリカンフットボール部のアシスタントコーチであるケビン・カーティスの仲介を受けてアメリカ合衆国へと渡り、テキサス大学サンアントニオ校にてPro Timing Dayに参加。NFLに参加するミネソタ・バイキングスが興味を示し、スカウトされ契約を交わし入団。NFLにおいて歴代で5人目のポーランド出身のプレイヤーとなった。8月のプレシーズンでは3試合出場するが、レギュラーシーズンで出場機会がないまま9月5日に解雇となり、インタビューされた際には "purple dream ends up right here" と語った。

### WWE
バイキングスから解雇後、プロレスラーに転向する事に興味を示す。この話題を聞きつけたアメリカのメジャープロレス団体であるWWEの選手育成部門副社長のキャニオン・シーマンによりスカウトされ、トライアウトに参加。2016年4月7日、WWEと契約を交わし入団。
同月12日、育成施設であるWWEパフォーマンスセンターにてトレーニングを開始。7月8日、NXT Liveにてリング上でブロンソン・マシューズがプロモーションを展開していたところへ登場。リングに上がりマシューズと口論になるとボディスラムを見舞いリングから追い出した。9月30日、NXT Liveにてバトルロイヤルでプロレスラーデビューを果たす。11月にはアフリカの民族衣装であるダシキを身に纏うようになる。
2017年1月14日、NXT Liveにてクリス・アトキンズと対戦し、プロレスラーとしてのキャリア初勝利を飾った。
2018年4月27日、WWE・Greatest Royal Rumbleにて50人グレイテスト・ロイヤルランブルマッチにリングネームをババテュンデ（Babatunde）として37番手で出場。ボビー・ルードにショルダー・ブロックを決めてアピールを見せるが41番手のブラウン・ストローマンに投げ出され脱落となった。

## 得意技

### フィニッシュホールド
ナイジェリアン・ネイル
ウマガのサモアン・スパイクと同型技。大きく右手を振り上げてアピールし、相手の喉元に親指を突き刺す恐ろしい技。
チョークスラム
ダブルハンド・チョークスラム

### 打撃技
ナックル・パンチ
ビッグブーツ
ショルダー・ブロック

### 投げ技
スープレックス
　スパインバスター